# 天主教佛罗里达的威尼斯教区
天主教佛羅里達的威尼斯教區（拉丁語：Diocesis Venetiae in Florida）是美國一個羅馬天主教教區，屬邁阿密總教區。成立於1984年6月16日。
範圍包括佛羅里達半島西南部十縣，教座位於威尼斯。2010年有教友245,000人（佔轄區人口12.4%）、五十七個堂區、266名司鐸。現任教區主教為法蘭克·若瑟·德萬。